# Глуховка (Гомельская область)
Глуховка (бел. Глухаўка) — деревня в Светиловичском сельсовете Ветковского района Гомельской области Белоруссии.

## География

### Расположение
В 37 км на север от Ветки, 58 км от Гомеля.

### Гидрография
Через деревню проходит мелиоративный канал, соединенный с рекой Беседь (приток реки Сож).

## Транспортная сеть
Транспортные связи по просёлочной, затем автомобильной дороге Залесье — Светиловичи. Планировка состоит из двух криволинейных улиц широтной ориентации, разделенных мелиоративным каналом. Застройка двусторонняя, неплотная, деревянная, усадебного типа.

## История
Выявленные археологами рядом из деревней курганы железного века свидетельствуют о заселении этих мест с давних времён. По письменным источникам известна с XIX века в Рогачёвском уезде Могилёвской губернии. Согласно ревизии 1858 года владение полковника П. П. Фрамондера. В 1876 году работали винокурня, круподробилка и мастерская по обработке кож, хлебозапасный магазин. Согласно переписи 1897 года располагались: школа грамоты, 2 ветряные мельницы, кузница, маслобойня. В одноимённой околице — ветряная мельница и кузница. В 1909 году в Покоцкой волости Гомельского уезда, в деревне — 767 десятин земли, школа, магазин, в околице — 620 десятин земли.
В 1926 году деревня Крестьянская Глуховка, околицы Восточная Глуховка и Западная Глуховка. С 8 декабря 1926 года по 30 декабря 1927 года центр Глуховского сельсовета Светиловичского района, с 4 августа 1927 года Ветковского района Гомельского округа. В 1936 году организован колхоз имени К. Маркса, работали 3 ветряные мельницы и кузница. В 1930-х годах деревня и околицы объединились в один населённый пункт. Во время Великой Отечественной войны оккупанты сожгли 5 дворов. На фронтах погибли 40 жителей. В 1959 году в составе совхоза «Светиловичи» (центр — деревня Светиловичи). Есть клуб, библиотека.

## Население

### Численность
- 2004 год — 56 хозяйств, 134 жителя.

### Динамика
- 1858 год — 24 двора, 226 жителей.
- 1897 год — 75 дворов, 492 жителя; в околице 41 двор, 227 жителей (согласно переписи).
- 1909 год — 78 дворов, 593 жителя; в околице 34 двора, 205 жителей.
- 1926 год — деревня Крестьянская Глуховка — 15 дворов, 65 жителей; околицы Восточная Глуховка — 15 дворов, 65 жителей и Западная Глуховка — 51 двор, 219 жителей.
- 1940 год — 136 дворов 546 жителей.
- 1959 год — 441 житель (согласно переписи).
- 2004 год — 56 хозяйств, 134 жителя.